# Вормсский собор
Вормсский собор (нем. Wormser Dom, полное название Собор Святого Петра, нем. Der Dom St. Peter) — собор в немецком Вормсе, сооруженный в романском стиле. Наименьший из трёх рейнских имперских соборов. Малая базилика.
Среди исторических событий, связанных с собором, были избрание Льва IX папой римским (1048) и Вормсский рейхстаг (1521), на котором Мартин Лютер отвечал перед императором Карлом V.
Собор в Вормсе был построен в 1130—1181 годах, для чего была снесена ранняя романская базилика начала XI века. Стоит на холме (в самой высокой точке города), где прежде селились кельты и римляне, так как это место было защищено от наводнений. Около 600 года здесь была возведена церковь, считающаяся предшественницей собора. Сегодня Вормсский собор является католической церковью. В комнате под алтарём, покоятся останки родственников и приближённых императора Конрада II, умерших в X—XI веках.

## Вормсский собор иНибелунги

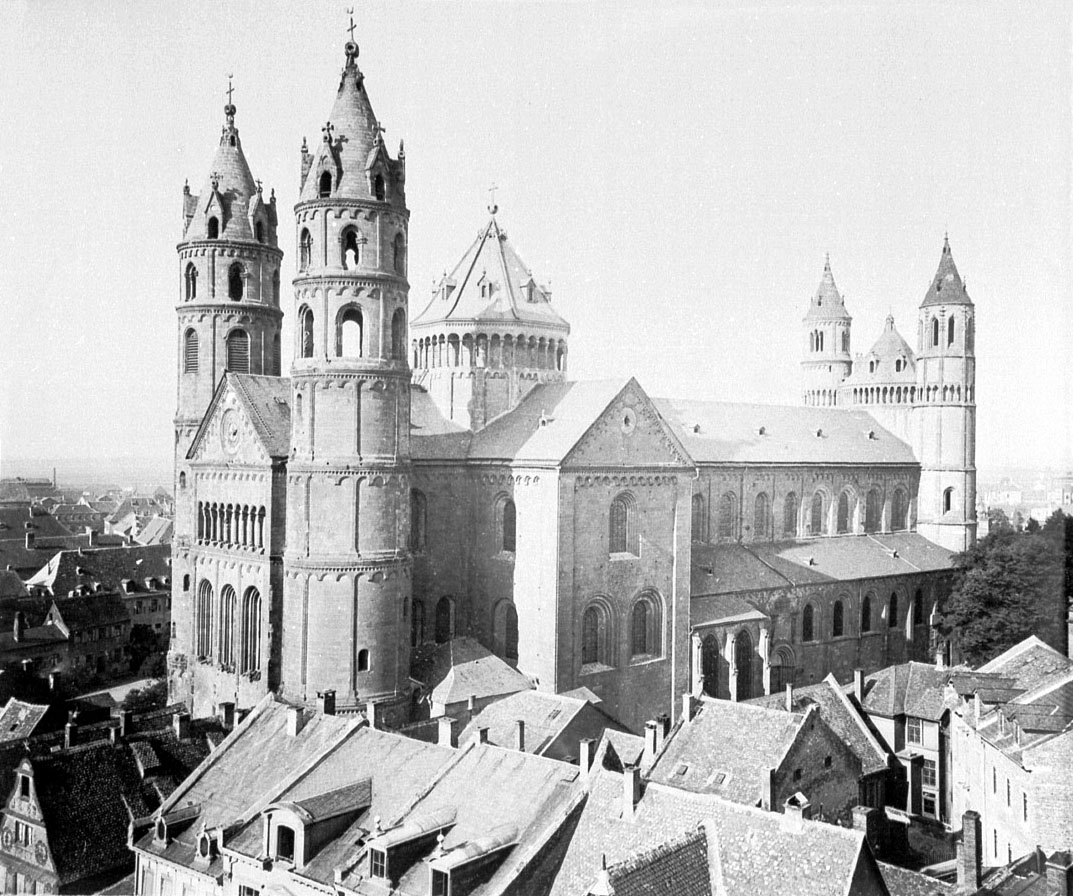
Собор в 1904 году

Один из основных моментов в «Песни о Нибелунгах» происходит у Вормсского собора — ссора королев Кримхильды и Брюнхильды по поводу того, чей муж занимает более высокое положение и кто соответственно имеет право первой войти в собор. Исторически это не подтверждено, и, возможно, авторы «Песни о Нибелунгах» использовали собор как кулисы для действия.